# 费拉 (圣玛丽亚-达费拉)
费拉 (圣玛丽亚-达费拉)是葡萄牙阿威罗区的一个堂区。总面积8.4平方公里，总人口11040人，人口密度1314.3人/平方公里。